# Tillau

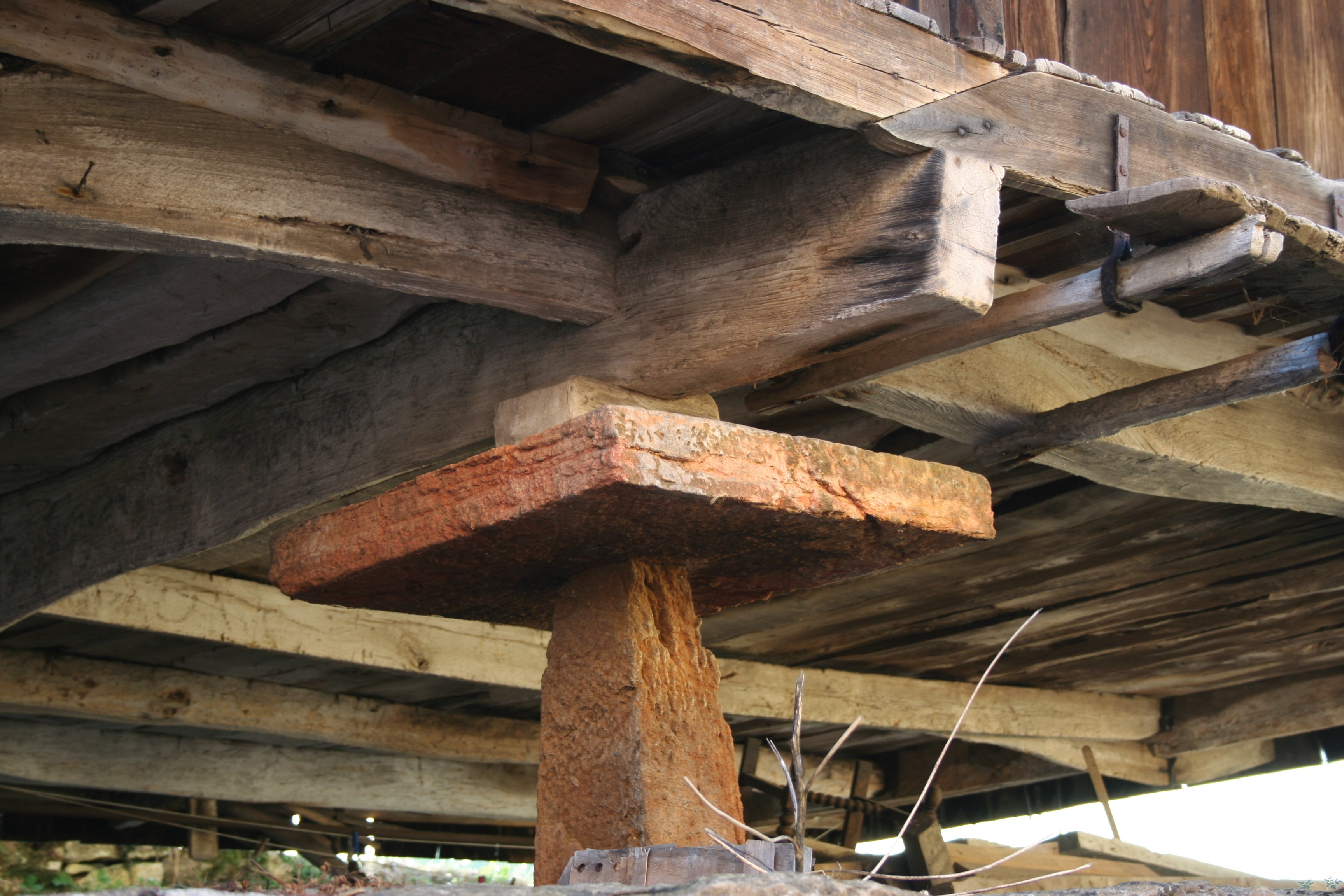
Detalle de la muela, el pegollo y el tillau de una panera de Oviedo.

El tillau en un hórreo o panera es la viga gruesa que da base al hórreo que descansa sobre la muela y el pegollo dando base a toda de la construcción.
Generalmente está hecha con madera de roble o castaño
- Datos: Q6146934